# Fuensalida
Fuensalida – gmina w Hiszpanii, w prowincji Toledo, w Kastylii-La Mancha, o powierzchni 68,37 km². W 2011 roku gmina liczyła 11 278 mieszkańców.